# Crkva Marije Pomoćnice kršćana u Rogatici
Crkva Marije Pomoćnice kršćana je katolička crkva u Rogatici iz 1924. godine.
Crkva je sagrađena zbog rastućih potreba, jer je broj katolika u Rogatici rastao. U prvoj godini nakon austro-ugarskog zaposjedanja BiH, 1879., u Rogatici popisan je samo jedan katolik. U vremenima do balkanskih ratova broj katolika naglo je porastao, kao posljedica useljavanja stručnjaka katoličke vjere, ponajviše Hrvata. 1885. već je bio 31 katolik, 1895. godine 67, 1910. je bilo 136 katolika i te su godine bili 4% stanovnika Rogatice. Za vrijem Austro-Ugarske nije podignuta crkva, nego su vjernici bili na misama u kapeli austrijske vojarne na Plandištu.
U novoj državi sagrađena je crkva sa zvonikom, na ulazu u Rogaticu kad se dolazi iz Sarajeva. Dao ju je podići don Andrija Antunović, ondašnji višegradski župnik, čijoj je župi ova crkva i pripadala, uz Višegrad, Goražde i Rogaticu. Bila je posvećena sv. Anti Padovanskom. Za izgradnju crkve najviše je sredstvima pridonio rogatički katolik Ivan Cigoj, vlasnik velike pilane na Kramu kod Han Pijeska. Interijer crkve dovršen je jeseni 1932., do kad su postavljeni oltar, slike, klupe, kip sv. Ante, kamenica i kor). Na zvona se čekalo još nekoliko godina. Konačno su postavljena i blagoslovljena 1935. godine. Crkva nije imala stalnog župnika, nego je povremeno dolazio u ovu crkvu. U jugoslavenskoj državi broj katolika je opao, pa već 1931. godine u Rogatici je popisan samo 31 katolik.
Poslije rata jugoslavenski komunistički režim obračunavao se s katoličkom Crkvom. Crkvu i dvorište je nacionalizirao i prenamijenio u skladište žita. Poslije je bila skladište Crvenog križa. Broj katolika u novom režim i dalje je opadao, pa je 1971. popisano 25 katolika, a popisom 1991. godine 16 katolika. Pomaci za crkvu uslijedili su nakon smrti diktatora Tita. Sljedeće 1982. godine zaslugom župnika Katoličke misije za istočnu Bosnu don Ivana Mrše, crkva je vraćena vrhbosanskoj nadbiskupiji. Na godinu je obnovljena i ponovo posvećena, ovog puta u čast Marije Pomoćnice kršćana. Kao kuriozitet je da je ključeve čuvao musliman, ugledni i legendarni Rogatičanin Halid Čolić Čolaja.
Već ratne 1991. popisan je u Rogatici samo 16 katolika. Crkva je preživjela sva ratna zbivanja, međunacionalne i međuvjerske animozitete. Prošla je kao i ostale katoličke crkve u istočnoj Bosni. Nije oštećena, osim što su stakla razbijena.
Katolički pokojnici pokapani su i na danas postojećem starom katoličkom groblju pod Hridom, koje se nalazi u blizini židovskog i muslimanskog groblja.

## Vanjske poveznice
- Panoramio  Arhivirana inačica izvorne stranice od 4. lipnja 2016. (Wayback Machine) Rogatica - Katolička crkva